# Super Dimension Fortress Macross: Scrambled Valkyrie
The Super Dimension Fortress Macross, sviluppato dalla WinkySoft e sviluppato dalla Zamuse, è un videogioco 16 bit Sparatutto a scorrimento 2D shooter pubblicato per il Nintendo Super NES nel 1993, e basato sul film d'animazione del 1984 Macross - Il film. Il gioco è stato distribuito soltanto in Giappone.
La storia del gioco si svolge dopo gli eventidel film, ma prima del lancio della SDF-2 Megaroad-01. Il giocatore può scegliere fra tre personaggi: Hikaru Ichijyo, Maximilian Jenius, e Milia Fallyna Jenius. A seconda della scelta viene cambiato il colore del VF-1 Valkyrie, che il giocatore controlla e le armi con cui esso è equipaggiato. Tutti e tre i personaggi hanno in comune soltanto il "Minmay cannon". Se il giocatore non spara per un certo lasso di tempo, il valkytie lampeggerà. Toccando alcuni nemici in queste condizioni, rende i nemici alleati del giocatore, facendoli diventare delle armi comandate dal giocatore.
Alcune delle musiche presenti nella colonna sonora del gioco includono:
- Macross: sigla di apertura
- Dog Fighter: inizio di ogni livello
- Watashi no Kare Wa Pairotto (My Boyfriend's A Pilot): Concerto di Minmay
- Ai Oboete Imasu ka (Do You Remember Love?): sigla di chiusura